# Xylophagus vetustus
Xylophagus vetustus är en tvåvingeart som beskrevs av Walker 1854. Xylophagus vetustus ingår i släktet Xylophagus och familjen vedflugor. Inga underarter finns listade i Catalogue of Life.